# شنول گونش
شنول گونش (به ترکی استانبولی: Şenol Güneş) (زاده ۱ ژوئن ۱۹۵۲) مربی و بازیکن سابق اهل ترکیه است. بزرگترین دستاورد وی کسب مقام سوم جهان در جام جهانی فوتبال ۲۰۰۲ در سمت مربیگری تیم ملی ترکیه است. همچنین او موفق شده در سال ۲۰۰۲ عنوان بهترین مربی سال اروپا را از آن خود کند.

## زندگی‌نامه
گونش فوتبال حرفه‌ای را از تیم اردودو گنچلیک در پست دروازه‌بان آغاز کرد. پس از آن به تیم ترابزون‌اسپور رفت و در فاصله سال‌های ۱۹۷۲ تا ۱۹۸۷ به مدت پانزده سال در این باشگاه توپ زد و به همراه این تیم قهرمانی را تجربه کرد. در همین سال‌ها او به تیم ملی ترکیه دعوت شد و در ۳۱ بازی رسمی ملی حضور داشت. در حال حاضر شنل مجدداً سرمربیگری تیم ملی ترکیه را بر عهده گرفته است.

## افتخارات

### به عنوان بازیکن

#### ترابزون‌اسپور
- سوپرلیگ ترکیه:
  - قهرمانی (۶): ۱۹۷۵–۷۶، ۱۹۷۶–۷۷، ۱۹۷۸–۷۹، ۱۹۷۹–۸۰، ۱۹۸۰–۸۱، ۱۹۸۳–۸۴،
  - نایب قهرمان (۳): ۱۹۷۷–۷۸، ۱۹۸۱–۸۲، ۱۹۸۲–۸۳
- جام حذفی ترکیه:
  - قهرمان (۳): ۱۹۷۶–۷۷، ۱۹۷۷–۷۸، ۱۹۸۳–۸۴
  - نایب قهرمان (۱): ۱۹۸۴–۸۵
- سوپر جام ترکیه:
  - قهرمان (۶): ۱۹۷۶، ۱۹۷۷، ۱۹۷۸، ۱۹۷۹، ۱۹۸۰، ۱۹۸۳
  - نایب قهرمان (۲): ۱۹۸۱، ۱۹۸۴
- جام نخست‌وزیری:
  - قهرمان (۳): ۱۹۷۵–۷۶، ۱۹۷۷–۷۸، ۱۹۸۴–۸۵

### به عنوان مربی

#### ترکیه
- جام جهانی:
  - سوم (۱): ۲۰۰۲
- جام کنفدراسیون‌ها:
  - سوم (۱): ۲۰۰۳

#### ترابزون‌اسپور
- سوپرلیگ ترکیه:
  - نایب قهرمان (۴): ۱۹۹۴–۹۵، ۱۹۹۵–۹۶، ۲۰۰۴–۲۰۰۵، ۲۰۱۰–۱۱
- جام حذفی ترکیه:
  - قهرمان (۲): ۱۹۹۴–۹۵، ۲۰۰۹–۲۰۱۰
- سوپر جام ترکیه:
  - قهرمان (۲): ۱۹۹۵، ۲۰۱۰
- جام نخست‌وزیری:
  - قهرمان (۲): ۱۹۹۳–۹۴، ۱۹۹۵–۹۶
  - نایب قهرمان (۱): ۱۹۹۲–۹۳

#### اف سی سئول
- کی‌لیگ:
  - نایب قهرمان (۱): ۲۰۰۸
- تورنمنت فوتبال کره:
  - نایب قهرمان (۱): ۲۰۰۷

#### بورسااسپور
- جام حذفی فوتبال ترکیه:۲۰۱۴–۲۰۱۵

#### بشیکتاش
- سوپر لیگ فوتبال ترکیه:۲۰۱۵–۲۰۱۶

### دستاوردها
- تیم سال یوفا (۱): ۲۰۰۲
- جایگاه سوم با تیم تیم ملی فوتبال ترکیه در جام جهانی فوتبال ۲۰۰۲
- سومین مربی برتر تیم‌های ملی به انتخاب فدراسیون بین‌المللی تاریخ و آمار فوتبال در سال ۲۰۰۲

## آمار مربیگری
آخرین به روز رسانی ۱۲ اردیبهشت ۱۳۹۳
| تیم          | کشور      | از    | تا    | رکورد | رکورد | رکورد | رکورد | رکورد |
| تیم          | کشور      | از    | تا    | بازی  | برد   | باخت  | مساوی | برد % |
| ------------ | --------- | ----- | ----- | ----- | ----- | ----- | ----- | ----- |
| ترابزون‌اسپور | ترکیه     | ۱۹۸۸  | ۱۹۸۹  | ۳۱    | ۱۶    | ۶     | ۹     | ۰۵۲   |
| بولواسپور    | ترکیه     | ۱۹۸۹  | ۱۹۹۲  | ۸۱    | ۲۶    | ۲۷    | ۲۸    | ۰۳۲   |
| ترابزون‌اسپور | ترکیه     | ۱۹۹۳  | ۱۹۹۷  | ۸۴    | ۴۱    | ۲۲    | ۲۱    | ۰۴۹   |
| آنتالیااسپور | ترکیه     | ۱۹۹۷  | ۱۹۹۸  | ۳۴    | ۱۰    | ۱۱    | ۱۳    | ۰۲۹   |
| سقاریه اسپور | ترکیه     | ۱۹۹۸  | ۱۹۹۸  | ۲۴    | ۱۷    | ۴     | ۳     | ۰۷۱   |
| ترکیه        | ترکیه     | ۲۰۰۰  | ۲۰۰۴  | ۵۰    | ۲۳    | ۱۳    | ۱۴    | ۰۴۶   |
| ترابزون‌اسپور | ترکیه     | ۲۰۰۴  | ۲۰۰۵  | ۲۹    | ۱۹    | ۴     | ۶     | ۰۶۶   |
| اف سی سئول   | کره جنوبی | ۲۰۰۷  | ۲۰۰۹  | ۱۱۰   | ۵۱    | ۳۷    | ۲۲    | ۰۴۶   |
| ترابزون‌اسپور | ترکیه     | ۲۰۰۹  | ۲۰۱۳  | ۸۶    | ۴۹    | ۲۳    | ۱۴    | ۰۵۷   |
| مجموع        | مجموع     | مجموع | مجموع | ۵۱۵   | ۲۳۷   | ۱۴۶   | ۱۳۲   | ۰۴۶   |